# Circondario di Görlitz
Il circondario di Görlitz (in tedesco Landkreis Görlitz) è un circondario della Sassonia, in Germania.
Capoluogo e centro maggiore del circondario è Görlitz.

## Storia
È stato creato il 1º agosto 2008 dall'unione della città extracircondariale di Görlitz e dei circondari di Bassa Slesia-Alta Lusazia e Löbau-Zittau.

## Geografia antropica
(Abitanti il 31 dicembre 2022)

### Città
1. Bad Muskau (Mužakow; 3 759)
2. Bernstadt a. d. Eigen (3 229)
3. Ebersbach-Neugersdorf (11 441)
4. Görlitz, Grande città circondariale (56 574)
5. Herrnhut (5 849)
6. Löbau, Grande città circondariale (14 352)
7. Neusalza-Spremberg (3 165)
8. Niesky, Grande città circondariale (9 249)
9. Ostritz (2 249)
10. Reichenbach/O.L. (4 844)
11. Rothenburg/Oberlausitz (4 389)
12. Seifhennersdorf (3 628)
13. Weißwasser/Oberlausitz, Grande città circondariale (Běła Woda; 15 136)
14. Zittau, Grande città circondariale (24 794)

### Comuni
| 1. Beiersdorf (1 094) 2. Bertsdorf-Hörnitz (2 016) 3. Boxberg/O.L. (Hamor; 4 270) 4. Dürrhennersdorf (922) 5. Gablenz (Jabłońc; 1 572) 6. Groß Düben (Dźěwin; 1 077) 7. Großschönau (5 276) 8. Großschweidnitz (1 258) 9. Hähnichen (1 230) 10. Hainewalde (1 526) 11. Hohendubrau [Sitz: Weigersdorf] (Wysoka Dubrawa; 1 846) 12. Horka (1 656) 13. Jonsdorf, Kurort (1 482) 14. Kodersdorf (2 342) 15. Königshain (1 179) 16. Kottmar (7 126) 17. Krauschwitz (Krušwica; 3 336) 18. Kreba-Neudorf (Chrjebja-Nowa Wjes; 857) 19. Lawalde (1 781) 20. Leutersdorf (3 450) 21. Markersdorf (3 848) 22. Mittelherwigsdorf (3 610) 23. Mücka (Mikow; 959) 24. Neißeaue [Sede: Groß Krauscha] (1 682) 25. Oderwitz (4 855) 26. Olbersdorf (4 509) 27. Oppach (2 303) 28. Oybin (1 300) 29. Quitzdorf am See [Sede: Kollm] (1 235) 30. Rietschen (Rěčicy; 2 507) 31. Rosenbach (1 533) 32. Schleife (Slepo; 2 443) 33. Schönau-Berzdorf auf dem Eigen (1 485) 34. Schönbach (1 063) 35. Schöpstal [Sede: Ebersbach] (2 405) 36. Trebendorf (Trjebin; 762) 37. Vierkirchen [Sede: Melaune] (1 651) 38. Waldhufen [Sede: Jänkendorf] (2 354) 39. Weißkeißel (Wuskidź; 1 223) |

### Comunità amministrative
Di seguito sono riportate le comunità amministrative (Verwaltungsgemeinschaft) con i rispettivi comuni membri delle comunità:
- Verwaltungsgemeinschaft Bad Muskau: Bad Muskau, Gablenz
- Verwaltungsgemeinschaft Bernstadt/Schönau-Berzdorf: Bernstadt auf dem Eigen, Schönau-Berzdorf auf dem Eigen
- Verwaltungsverband Diehsa: Hohendubrau, Mücka, Quitzdorf am See, Waldhufen (VV-Sitz)
- Verwaltungsgemeinschaft Großschönau-Hainewalde: Großschönau, Hainewalde
- Verwaltungsgemeinschaft Herrnhut: Berthelsdorf, Großhennersdorf, Herrnhut
- Verwaltungsgemeinschaft Löbau: Großschweidnitz, Lawalde, Löbau, Rosenbach
- Verwaltungsgemeinschaft Neusalza-Spremberg: Dürrhennersdorf, Neusalza-Spremberg, Schönbach
- Verwaltungsgemeinschaft Obercunnersdorf: Niedercunnersdorf, Obercunnersdorf
- Verwaltungsgemeinschaft Olbersdorf: Bertsdorf-Hörnitz, Jonsdorf, Olbersdorf, Oybin
- Verwaltungsgemeinschaft Oppach-Beiersdorf: Beiersdorf, Oppach (VG-Sitz)
- Verwaltungsgemeinschaft Reichenbach/Oberlausitz: Königshain, Reichenbach/Oberlausitz, Sohland am Rotstein, Vierkirchen
- Verwaltungsgemeinschaft Rietschen: Kreba-Neudorf, Rietschen
- Verwaltungsgemeinschaft Rothenburg/Oberlausitz: Hähnichen, Rothenburg/Oberlausitz
- Verwaltungsgemeinschaft Schleife: Groß Düben, Schleife, Trebendorf
- Verwaltungsverband Weißer Schöps/Neiße: Horka, Kodersdorf (VV-Sitz), Neißeaue, Schöpstal
- Verwaltungsgemeinschaft Weißwasser/Oberlausitz: Weißkeißel, Weißwasser/Oberlausitz